# Matrice disciplinaire

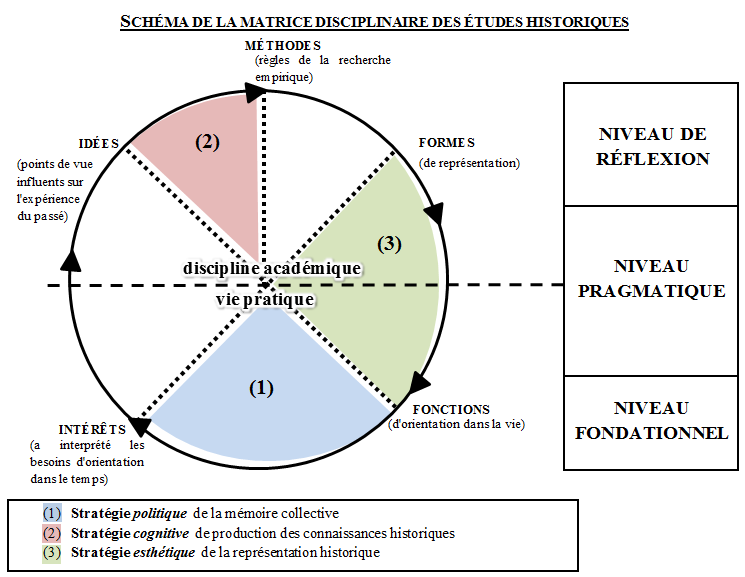
Schéma de la matrice disciplinaire des études historiques d'après les travaux de Jörn Rüsen,

La matrice disciplinaire est un concept épistémologique lié aux domaines de la philosophie, de l’Histoire et de la philosophie de l’histoire. Elle s’intéresse au processus de formation de la connaissance historique.
La matrice disciplinaire est un système à cinq facteurs : les besoins d’orientations de la vie pratique, les intérêts scientifiques, les perspectives d’orientation, les méthodes scientifiques et la représentation de la pensée historique. Cette pensée historique a plusieurs dimensions : cognitive, esthétique et politique (qui touche à la société).
La matrice disciplinaire est développée par l’historien allemand Jörn Rüsen au début des années 1980. Au fil du temps, la matrice disciplinaire connait des améliorations et des modifications. Jörn Rüsen élabore la version la plus récente dans l’ouvrage Historik : Theorie der Geschichtswissenschaft sorti en 2013.

## Un système à cinq facteurs
La matrice disciplinaire identifie et distingue les étapes de la connaissance historique. La formation de la connaissance historique (processus) est influencée par son contexte contemporain, qu’il soit théorique (la recherche et la méthode) ou pratique (la vie en général). L’influence se fait au niveau de la volonté de combler des intérêts de recherche nés des besoins du contexte contemporain.Tous les facteurs de la pensée historique sont nécessaires, mais seuls cinq d’entre eux suffisent à comprendre ce qu’est la pensée de l'histoire et comment elle est conçue comme un processus cognitif.
Le schéma met en avant la relation entre la vie pratique et la science (théorie) dans le processus de construction de connaissance historique. Le contexte historique contemporain influence la perception des hommes à propos de la connaissance historique. Les méthodes scientifiques de construction des connaissances confèrent une certaine validité aux connaissances historiques et contrebalancent l’influence du contexte contemporain.
Pour plus de simplicité, les cinq facteurs peuvent être compris comme des séquences. La pensée historique est initiée par les besoins d’orientation de la vie pratique. Ces besoins d’orientations se transforment alors en intérêts scientifiques. Ces intérêts sont transformés en perspectives d’orientation. De là, les méthodes scientifiques transforment ces perspectives en représentation du passé sous forme historiographique. Les connaissances historiques acquises peuvent alors devenir efficaces dans les processus actuels d’orientation historique (la boucle continue). Mais le processus de construction de la connaissance historique est plus complexe et dès le départ les facteurs sont interdépendants. Cette relation entre les facteurs peut être considérée comme temporelle, du début (la question historique) à la fin (la réponse historiographique et son impact sur la vie pratique).
Cela justifie la dynamique de l’histoire qui veut que la pensée historique doit sans cesse être ré-écrite et ne peut jamais être figée. De l’enracinement constitutif de la pensée historique dans le besoin d’orientation de la pratique de la vie humaine, émergent constamment de nouvelles questions auxquelles il faut répondre.

### Besoins d'orientations dans la vie pratique
Le besoin d’orientation dans la pratique de la vie humaine précède toute pensée historique. Si la science n’est pas ancrée dans le contexte historique de son temps, sa façon de penser l’histoire ne peut être comprise. La science dépend du point de vue des historiens professionnels sur les événements actuels de leur époque. Mais la façon dont les historiens traitent les besoins d’orientation issus de la vie pratique repose sur la méthode scientifique. La connaissance historique se détache par ce biais de la pratique de la vie. Dans ce processus, elle transforme les besoins d’orientation en intérêts cognitifs.
L’histoire en tant que science est une forme spécifique de « rationalisation » de la pensée historique, qui a toujours été active dans la vie quotidienne. Elle est déterminée par des impulsions pré- et post-scientifiques d’orientation culturelle mais reflète ces impulsions de façon critique, peut s’en distancer et les rejeter.

### Considérations heuristiques
Au début du processus historique de la cognition, il y une ou plusieurs questions. Celles-ci conduisent naturellement aux sources. Les experts développent les questions décisives à partir du contexte historique contemporain, dont l’orientation historique a besoin.
Les questions sont élaborées sous l'influence des points de vue dominants qu'ont les chercheurs sur le passé. Ces points de vue sont développés par le contexte historique dans lequel le chercheur vit.

### Procédures méthodologiques
Les hypothèses heuristiques et les hypothèses de départ de la recherche sont empiriquement examinées, modifiées et finalement concrétisées. Le processus dans lequel cela se produit est appelé « recherche ». La recherche est faite selon un principe, celui de la méthode qui est un ensemble de règle pour la recherche historique afin de développer de manière fiable et à partir des sources la connaissance scientifique. La méthode permet de produire des connaissances valides sur le passé grâce à son caractère scientifique.

### Forme narrative
La représentation de la connaissance historique fait partie du processus. L’information et les explications des événements du passé ne sont pas encore historiques sans une place dans un schéma d’interprétation. Il faut leur donner une place dans la notion d’un cours du temps qui relie le passé au présent et à l’avenir. Cela se fait par le biais d’une représentation historique. L’approche méthodique est orientée vers le passée empiriquement présent dans les sources, la représentation de ce passé devient une référence au présent. Les connaissances historiques s'écrivent de façon narrative, cette constitution lui est essentielle.

### Fonctions pratiques
Le sens de l’Histoire qui comprend tout le processus de création de la connaissance historique naît des besoins d’orientation de la vie pratique. Sans cet aspect, la pensée historique ne peut être comprise. La fonction pratique de la pensée historique est de répondre aux besoins d’orientations de la vie pratique.  

## Un schéma à cinq orientations

### Le discours sémantique de la symbolisation
Le savoir cognitif est lié à une forme de culture. Les connaissances historiques ne sont pas les mêmes si l’on vit en occident ou bien en orient. Il y a un facteur ethnocentrique dans la formation de la connaissance historique qu’il faut prendre en compte.
Le domaine de l’histoire doit donc tenter de construire la pensée historique selon un facteur humain commun aux différentes cultures. Les historiens professionnels doivent construire un savoir historique valable pour tous.

### La stratégie cognitive
Une autre forme de communication devient visible en examinant le champ de la communication qui s’étend entre les concepts d’activation de la perspective historique et les méthodes de recherche. Il s’agit de la communication entre les chercheurs à propos des méthodes et concepts scientifiquement acceptés dans le processus de construction de la pensée historique.

### La stratégie esthétique
Dans le domaine de l’Histoire, le facteur décisif est la confirmation narrative de la validité méthodologique des connaissances historiques. Le pouvoir symbolique de la pensée historique se manifeste avant tout sous des formes esthétiques dans le monde pratique. Les structures cognitives se traduisent par des structures esthétiques qui, à leur tour, doivent mener à une stratégie de résolution rhétorique des problèmes d’orientation culturelle. Le caractère esthétique de la représentation des connaissances historiques est essentiel pour transmettre de manière effective ces connaissances.

### La stratégie rhétorique
Le processus de construction de connaissance historique doit faire la médiation entre l’esthétique de la représentation historique et le rôle politico-social du savoir historique. La rhétorique charge l'esthétique de la capacité d'être utile dans la quête de combler l'orientation historique de la vie pratique. La stratégie rhétorique d'orientation historique connecte le rendement cognitif de la recherche historique avec la pratique de la vie. Sans cette médiation, la perspective historique serait finalement dénuée de sens.

### Le discours politique de la mémoire collective
La science devient pertinente si elle réussit à s’imposer dans la société avec ses normes de rationalités spécifiques à la science. Le rôle politico-social de la connaissance historique ne peut être joué qu’en donnant une tournure pratique aux critères de vérité qui sont déterminants pour elle.

## Les trois niveaux de signification historique
La création historique du sens est un processus de la conscience humaine. Le sens du passé ne vient que des efforts actuels pour se placer dans une relation significative avec lui à travers la pensée historique.
Ce point de vue est représenté par le constructivisme. Il met l'accent sur les capacités de l'esprit humain, le monde dans lequel il vit et le sens dont il a besoin pour sa vie. Cette notion de l'historien en tant que créateur du monde, sa nature métaphorique semblable à Dieu, est attrayante pour tous ceux qui sont soumis à l'effort cognitif du sens historique. 
Il y a quelque chose dans le monde extérieur qui, dans le mode de l'expérience aligne quelque chose qui interfère dans les procédures de formation historique du sens. Mais ce n'est pas le facteur décisif de l'expérience historique. La pensée historique ne s'inscrit pas dans une pure intériorité, mais toujours dans des contextes (communicatifs-dynamiques). Ils ont une influence sur son orientation. 
Les contextes communicatifs et les circonstances conditionnelles de la pensée historique sont significatifs. Il est impossible de penser à la création historique du sens sans référence à ces spécifications. De telles "prétentions du passé au présent" ne doivent pas être interprétées comme si elles avaient déjà décidé du sens historique du passé qu'elles avaient sédimenté en elles. Le fait qu'il puisse arriver à des expériences repose sur le fait que le potentiel de signification inhérent aux cadres d'orientation culturelle n'est pas suffisant pour pouvoir interpréter les expériences de changements temporels qui coulent constamment dans ces cadres d'une manière qui rend la vie possible. La compréhension du caractère constructif de la création historique du sens doit être complétée par l'intuition, même s'ils sont peu puissants dans ces préceptes de nature qui se construisent d'eux-mêmes. Dans la simplification idéale-typique, deux autres niveaux s'ajoutent à celui décrit plus haut, sur lequel se forme le sens historique: réflexif et pragmatique. Les niveaux fonctionnels et réfléchissants peuvent être utilisés comme opposés.
Il y a donc une différenciation en trois niveaux: la fondation, la réflexion et le pragmatisme.

### Le niveau "fondationnel"
La création historique de sens a lieu dans les processus d'orientation culturelle.  Le sens n'est pas "construit", mais il a lieu, il se produit; il fait partie de la réalité de la vie humaine.  Il est efficace dans les institutions et les processus d'éducation et de formation, dans la culture et dans de nombreux autres domaines de la vie quotidienne. L’histoire est vraiment dans le sens de "efficace". La signification historique a un impact sur les fondements des activités culturelles dans la vie quotidienne, sur les dispositions des attitudes mentales envers le passé, sur l'habitus du comportement humain dans tous les domaines de la vie. Il prévoit une gestion des expériences historiques spécifique à chaque génération. 
C'est là que se trouvent les racines de la signification du monde humain, d'où la pensée historique dans sa qualité créatrice puise sa « nourriture ». La transdisciplinarité ne vient donc pas de l'extérieur, mais a toujours été établie au niveau des principes de ses réalisations interprétatives. Son objet ne disparaît pas, mais se présente comme une qualité cognitivement pertinente et indispensable de la connaissance historique.

### Le niveau de la réflexion
La formation réflexive du sens est l'autre facette de ces lignes directrices efficaces. Il est basé sur eux. Il  découle d'une lacune, d'une ouverture fondamentale ou d'une incomplétude des lignes directrices historiques dans lesquelles et avec lesquelles la vie humaine est culturellement exécutée. C'est dû au simple fait que le sens comme ligne directrice est précaire, discutable et contradictoire. Le but de la culture est toujours de stimuler les activités de formation culturelle de sens, afin d’y être dynamisées et dans la mesure où les dynamiques de la vie humaine se réalisent toujours aussi culturellement. 
Le sens culturel est toujours "agité"; il exige critique et négociation discursive; il peut être rejeté, nié et renouvelé, et il change au fur et à mesure que les circonstances de la vie humaine changent. Leurs réalisations interprétatives sont basées sur les caractéristiques significatives de la culture historique de leur époque, mais elles ne reproduisent pas ces caractéristiques; elles les traitent d'une manière créative, productive et fondamentalement toujours critique. La particularité qui caractérise la pensée historique dans sa constitution scientifique se déploie. Les règles spécifiques de la méthode historique sont pleinement appliquées. 

### Le niveau pragmatique
Le troisième niveau relie les deux autres. C'est là que les deux se produisent: la décision préliminaire sur les critères et les procédures décisifs de la pensée historique et le traitement créatif de ces lignes directrices. Être construit et construire se rencontrent dans un réseau complexe de relations. La connaissance historique est incluse dans des contextes qui l'ont déjà causée; mais elle change ou du moins ces conditions peuvent changer car des décisions préliminaires sur ce qui peut être une connaissance historique utile sont incluses dans le processus de production. Ce sens est utilisé de telle sorte que les décisions préliminaires pour la production d'autres connaissances peuvent changer.
La catégorie d'utilisation est déterminante. Il est déjà inscrit dans la connaissance historique, mais peut aussi y accéder "de l'extérieur", au-delà de son professionnalisme éloigné. Cela ne s'applique pas seulement à l'utilisation politique, mais aussi en principe à tous les contextes d'utilisation.
Au niveau de son pragmatisme, la technicité du savoir historique est un facteur de recevabilité ou d'inadmissibilité de l'usage pratique. 
Il s'inscrit dans le pragmatisme de la formation historique du sens que la technicité d'une connaissance historique acquise scientifiquement et de ses présentations historiographiques peut être discutée dans tous les contextes d'utilisation de cette connaissance en tant qu'instance d'examen critique des revendications de validité soulevées dans les différents domaines de l'orientation culturelle de la pratique de la vie humaine. La critique est donc un point de vue essentiel que les historiens apportent dans le pragmatisme de la création historique du sens. Cette rationalité est une grande valeur éducative et une question d'efforts éducatifs et didactiques. 